# Mount Thornton
Mount Thornton ist ein 700 m hoher Nunatak im westantarktischen Ellsworthland. Im ostzentralen Teil der Snow-Nunatakker an der English-Küste ragt er zwischen dem Mount McCann und dem Mount Benkert auf.
Entdeckt und fotografiert wurde er bei der United States Antarctic Service Expedition (1939–1941). Das Advisory Committee on Antarctic Names benannte ihn 1968 nach Captain Richard Thornton, Kommandeur des Eisbrechers USNS Eltanin während der Antarktisfahrten zwischen 1967 und 1968.